# Episinus fontinalis
Episinus fontinalis är en spindelart som beskrevs av Levy 1985. Episinus fontinalis ingår i släktet Episinus och familjen klotspindlar.
Artens utbredningsområde är Israel. Inga underarter finns listade i Catalogue of Life.